# Xenyllogastrura pruvoti
Xenyllogastrura pruvoti är en urinsektsart som beskrevs av Denis 1932. Xenyllogastrura pruvoti ingår i släktet Xenyllogastrura och familjen Hypogastruridae. Inga underarter finns listade i Catalogue of Life.